# 墨爾本矩形球場
墨爾本矩形球場（英語：Melbourne Rectangular Stadium），獲冠名贊助現名為AAMI公園球場，是位於澳大利亚墨爾本的第一座現代矩形的專業足球場，球場可容納30,050名觀眾，為墨爾本第三大的體育場。在球場投入使用之前，大墨爾本地區的職業體育會以及在墨爾本舉辦的國際賽事一般會在墨爾本木球場，墨爾本濱海港區體育場進行，這些球場的橢圓形狀非常適合澳式足球、木球賽事；但對英式足球的長方形場地則並不合適。墨爾本矩形球場的前身為奧林匹克公園球場曾經是一座標準的長方形球場，并長時間鋪設有田徑跑道。
墨爾本矩形球場是2015年亞洲盃足球賽的五個賽場之一。

## 歷史

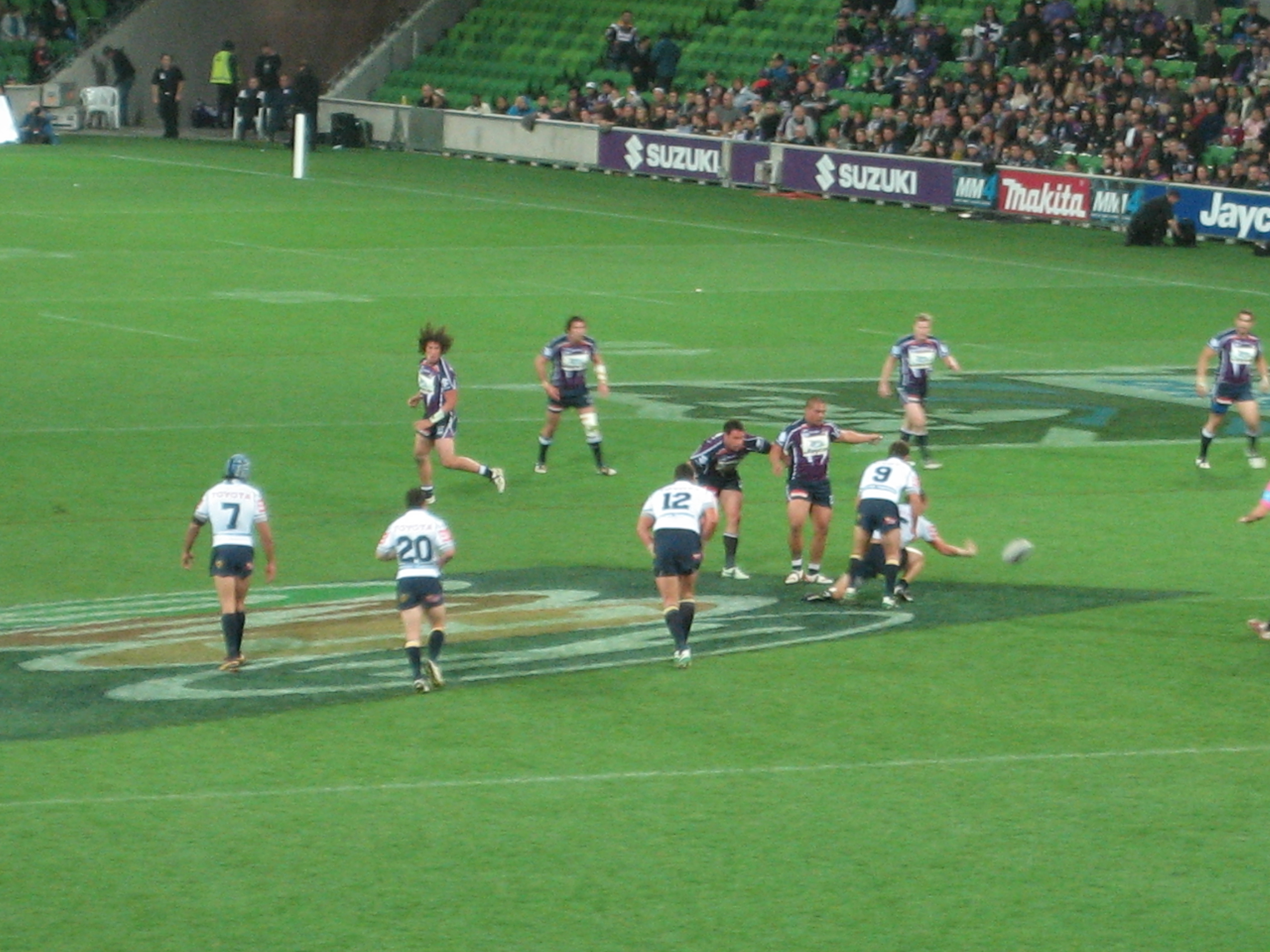
一場超級橄欖球聯盟的比賽，由墨爾本風暴隊對陣昆士蘭牛仔隊

墨爾本矩形球場的前身奧林匹克公園球場可以容納18,500名觀眾，其中包括11,000個座位。當墨爾本風暴隊進入全國橄欖球聯賽后，他们當時即開始將奧林匹克公園球場座位自己的主場。同時，作為澳洲超級聯賽熱門球隊之一的墨爾本勝利隊缺因為奧林匹克公園球場的容納數量原因而在2006球季將自己的主場遷至可以容納56,000名观众的現代化的墨爾本濱港區體育場。
2004年，因為墨爾本叛軍隊開始申請加入到超級橄欖球聯盟，維州政府開始計劃興建一座可以滿足英式足球以及超級橄欖球聯盟的球場，并將地址選在擁有可持續發展潛力的奧林匹克公園球場。但是在2004年晚些時候，來自墨爾本的球隊卻敗給了西澳州的西部力量。直到2009年11月，墨爾本叛軍隊終於贏得參加超級聯盟的資格，并同意租用AAMI作為其參加超級聯盟賽事的主場。

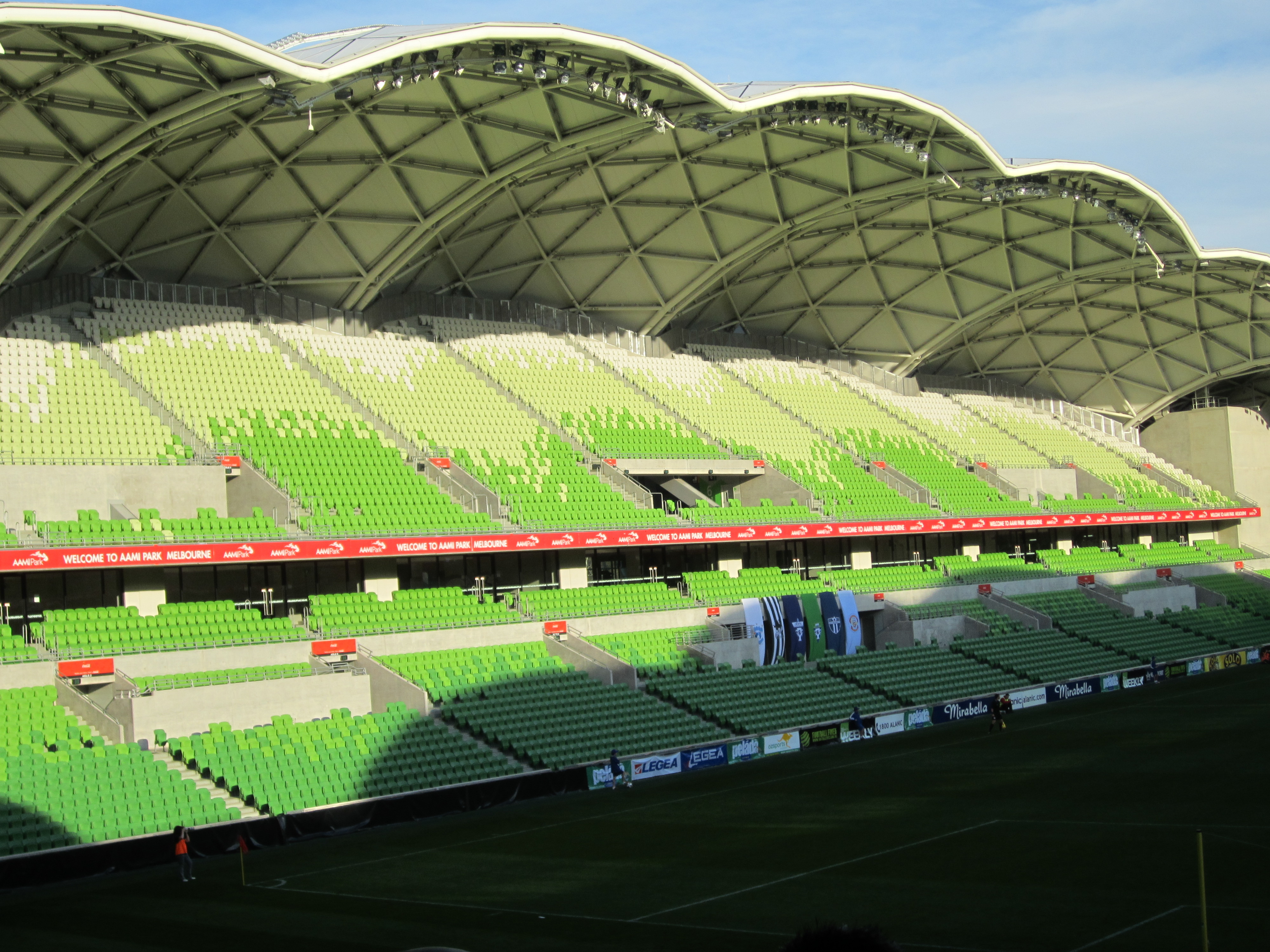
AAMI公園球場的西部看臺

2006年4月6日，維州政府宣佈投資一億九千萬澳元興建一座超過20000個座位的長方形球場，埃德温·弗莱克领域建築公司（Edwin Flack Field）贏得公開招標。球場未來主要將作為澳洲足球超級聯賽的墨爾本勝利以及超級聯盟的墨爾本風暴隊的主場。2007年年尾，因為勝利隊以及風暴隊的建議，球場的看臺容量再次被增加至30,000個座位，并設計擁有能夠在短時間內增加至50,000個座位的能力，以防萬一。同時球場亦在2007年年尾開始動工投入建設。
2009年11月23日，維州政府宣佈球場的第一場賽事將會於2010年5月7日的澳新軍團日杯上正式啟用，對戰雙方為澳洲國家橄欖球隊隊與紐西蘭國家橄欖球隊。球場將會從“墨爾本矩形球場”、“天鵝街球場”以及“泡沫圓頂球場”三個名字中選擇其一。
2010年5月7日，球場正式啟用并舉行了第一場賽事，即澳新軍團日杯。最終澳洲隊以12:8戰勝了紐西蘭隊。賽前的儀式中，由橄欖球聯盟的球星艾爾馬里斯象徵性的將橄欖球踢入球門，作為球場正式啟用的序幕。本場比賽座無虛席，緊接著兩天后球場即進行了她歷史上的第二場比賽，布裡斯本野馬隊做客挑戰墨爾本風暴隊，最終野馬隊獲得勝利，該場比賽亦有20,042名觀眾湧入球場觀戰。
2010年8月5日，球場迎來她的第一場澳超聯賽，這亦是新組建的墨爾本雄心隊的第一場澳超聯賽，他們將迎戰前來挑戰的中央海岸水手隊。10,05O名觀眾見證了球場所舉行的第一場澳超聯賽，最終雄心隊以1:0戰勝了水手隊，心跳隊的威爾金森打入了AAMI球場以及雄心隊歷史上的第一粒入球。該年8月14日，墨爾本勝利隊迎來自己在AAMI球場的第一場主場比賽，對陣佩斯光榮隊，有21,193名勝利的球迷湧入球場觀戰。同年12月2日，AAMI球場迎來其歷史上的第一次演唱會表演，噴火戰機樂隊在此舉行了他們的“搖滾光年”（Wasting Light World Tour）世界巡迴演出。

## 球場介紹

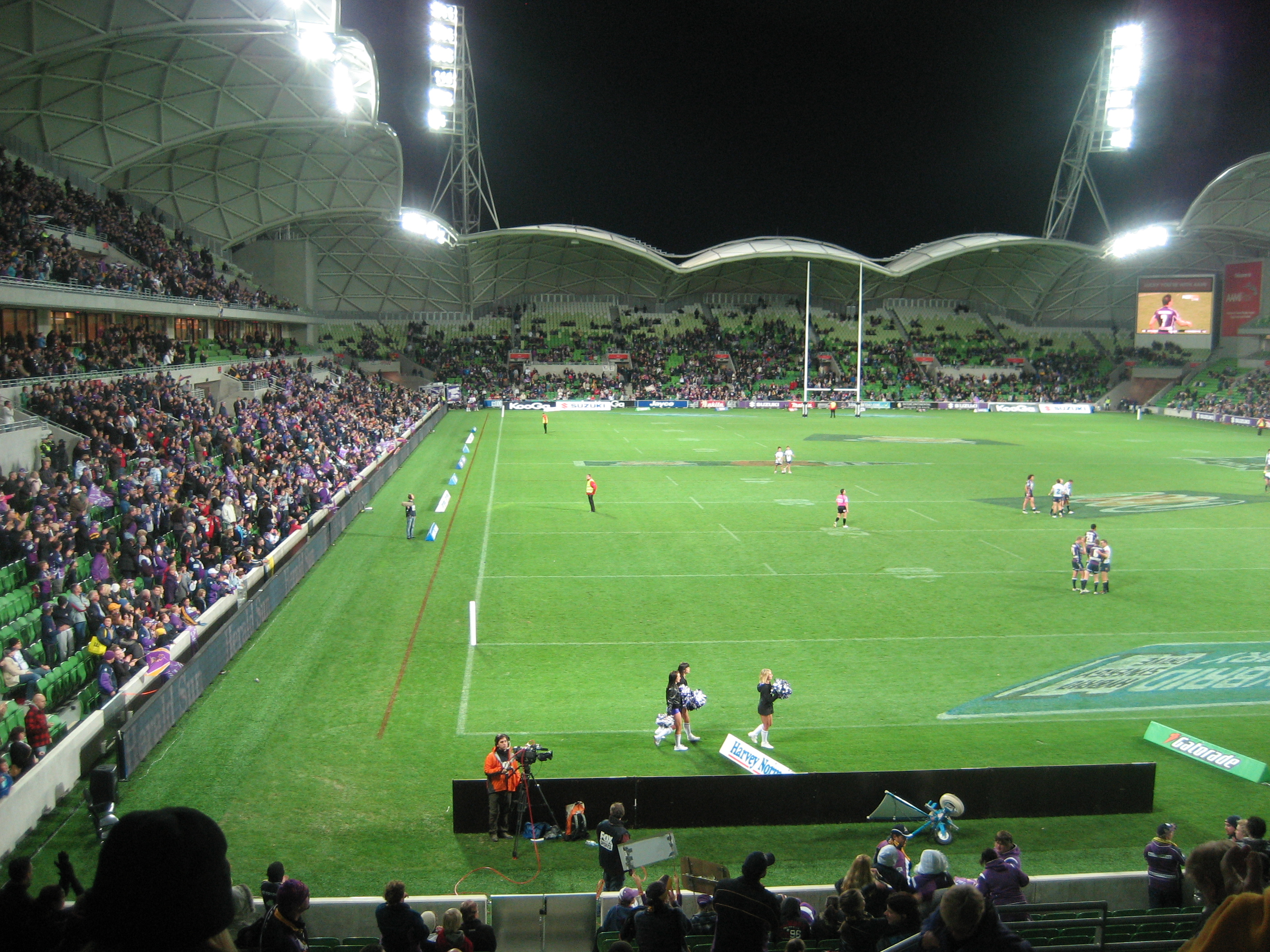
自球場南看臺雅拉（雅拉河）拍攝的矩形球場

由比奧法姆設計的球場的外形使用了網絡狀球頂作為其頂部，雖然覆蓋了大部份的球場坐席，但該設計亦可以允許陽光穿透坐席上方的網絡狀球頂，因為其獨特的外形，亦被稱作“泡沫圓頂球場”。球場的南部和北部分別被命名為奧林匹克以及雅拉。球場的外部設有數千萬個LED燈並可以展示各種不同類別的動態及靜態圖像。
球場擁有現代化的訓練設施以及辦公區域分別提供給墨爾本風暴隊以及墨爾本勝利隊，另外一些設施亦提供給澳洲奧委會、奧林匹克公園運動醫療中心以及維州橄欖球聯合會使用。 球場亦會在將來被AFL的墨爾本魔鬼隊作為球隊的行政總部使用，該隊并希望可以將球場部份興建24個包廂以及酒吧、商店和可以容納1000人的建設設施以及游泳池。

## 容量

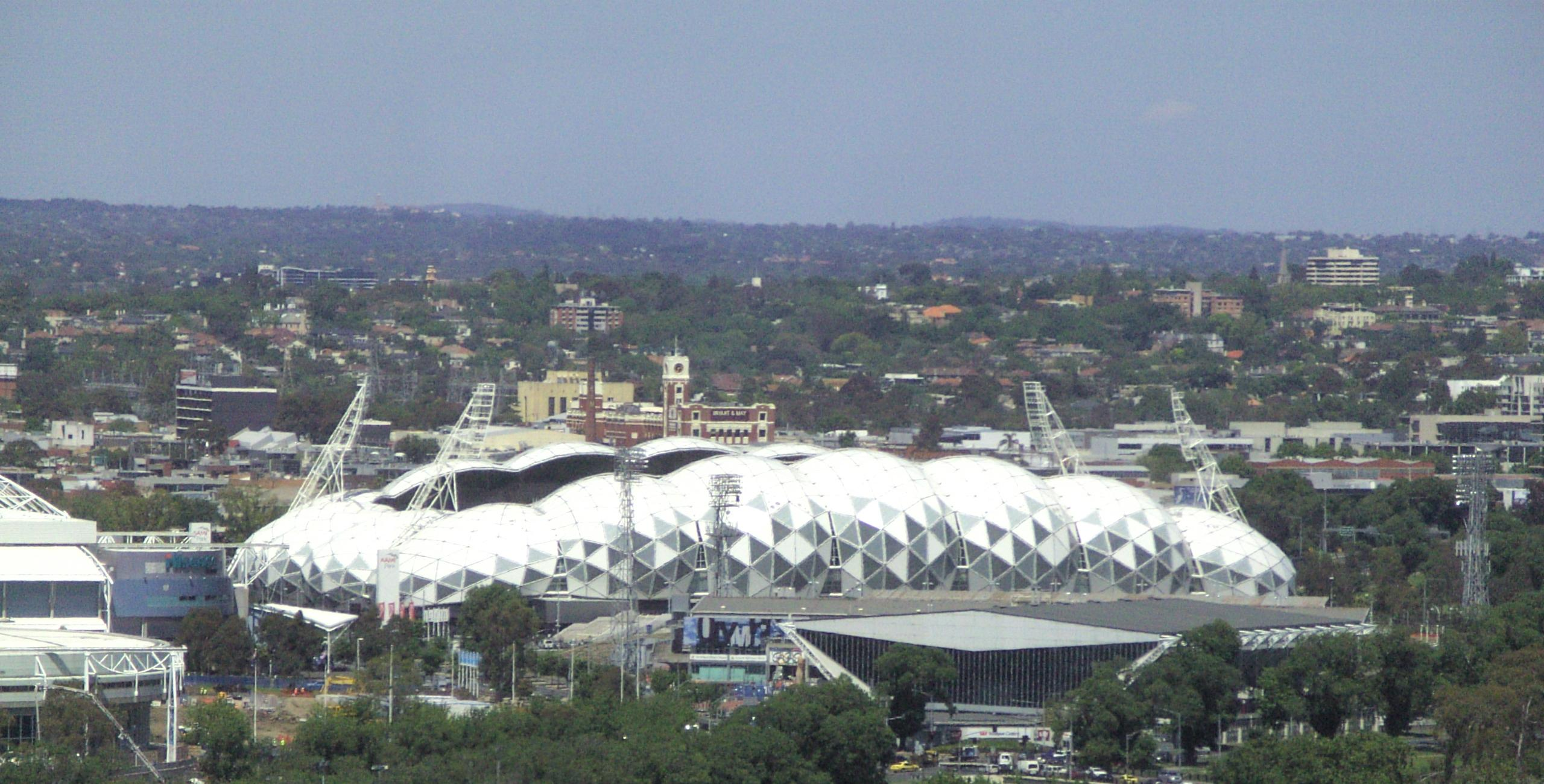
自墨爾本CBD的建築物上拍攝的AAMI公園球場

墨爾本矩形球場在最初曾被設計成只有20000個坐席，最多擴展至25000個坐席的球場，這是基於維州政府曾經與2000年建成的現代化體育場濱海港區體育場所達成的一項協議來設計完成的。根據該協議，在2010年以前，墨爾本市不能在建設任何一座可以容納超過30000名觀眾的體育設施。但該設計遭到了墨爾本勝利隊的強烈反對，并聲稱如果球場以如此低容量建成后，他們將不會使用新球場，因為勝利隊此前的平均上座率已然達到了27000人。
最終維州政府做出妥協，并將球場設計方案改為最多可容納30,050名球迷，該方案最終使勝利隊留在矩形球場。除此之外，球場在擴大設計容量的同時，亦在方案中加入可將南北看臺臨時增加座位的計劃，該方案允許可以在球場需要之時將球場的容量提升至可容納50000名球迷。但是球場的頂部由於採用數個球形頂棚設計，在當時並未考慮到未來的擴展尋求，所以球場現在亦被認為無法應對未來大型的擴展工作。

## 上座記錄
| 賽事/表演    | 描述                     | 賽事或表演名稱           | 日期          | 上座人數 | 參考   |
| ------------ | ------------------------ | ------------------------ | ------------- | -------- | ------ |
| 演唱會       | 噴火戰機樂隊             | 搖滾光年世界巡迴演唱會   | 2011年12月3日 | 30,000   |        |
| 聯盟式橄欖球 | 澳洲袋鼠 vs 紐西蘭鷸鴕   | 2010年澳紐軍隊日杯       | 2010年5月7日  | 29,442   | [ 15 ] |
| 橄欖球       | 墨爾本叛軍 vs 英愛之獅   | 2013年英愛之獅澳洲巡迴賽 | 2013年6月26日 | 28,658   | [ 16 ] |
| 足球         | 墨爾本勝利 vs 悉尼FC     | 2012-2013球季            | 2013年1月26日 | 26,882   | [ 17 ] |
| 聯盟式橄欖球 | 墨爾本風暴 vs 紐西蘭勇士 | NRL2013球季 第七轮       | 2013年4月25日 | 25,480   | [ 18 ] |

## 獎項

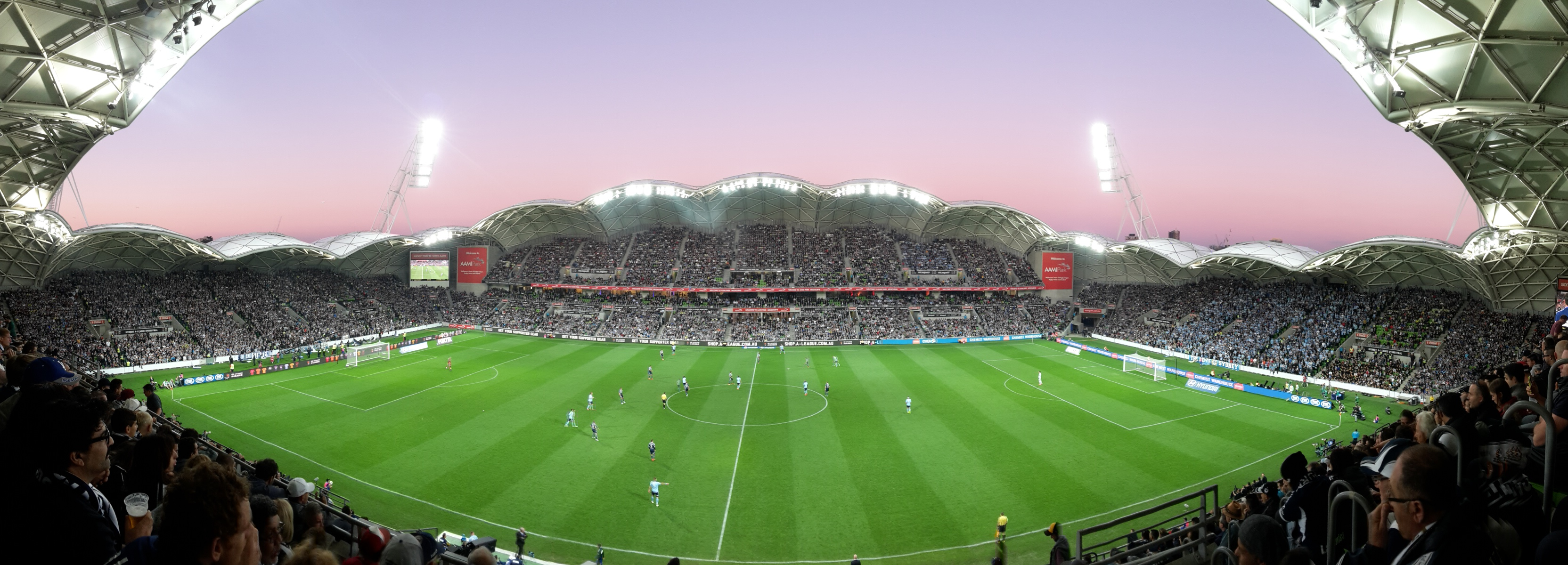
AAMI公園球場的東部看臺

2012年，矩形球場在卡塔爾的多哈贏得了2012年世界體育場大獎的“最具代表性及文化意義的體育場”。

## 外部連結
- 墨爾本矩形球場官方網頁